# Thesium remotebracteatum
Thesium remotebracteatum là một loài thực vật có hoa trong họ Santalaceae. Loài này được C.Y. Wu & D.D. Tao miêu tả khoa học đầu tiên năm 1988.